# Carl Lundquist
Carl August Leonard Lundquist (30 de outubro de 1891 — 10 de janeiro de 1916) foi um ciclista sueco.
Competiu como representante de seu país, Suécia, em duas provas de ciclismo de estrada nos Jogos Olímpicos de Verão de 1912 em Estocolmo.